# Detroit Red Wings
Detroit Red Wings är en amerikansk ishockeyorganisation vars lag är baserat i Detroit, Michigan och som har varit medlemsorganisation i National Hockey League (NHL) sedan den 25 september 1926. Ishockeyorganisationen bildades efter att Victoria Cougars i Pacific Coast Hockey Association (PCHA) blev uppköpta och flyttades till Detroit och för att vara Detroit Cougars och började spela i NHL för säsongen 1926–1927. År 1930 beslutade man att byta namn till Detroit Falcons medan två år senare fick man sitt nuvarande namn. Red Wings tillhör den exklusiva skaran "Original Six" ("de sex ursprungliga") med Boston Bruins, Chicago Blackhawks, Montreal Canadiens, New York Rangers och Toronto Maple Leafs.
Hemmaarenan är Little Caesars Arena och invigdes 2017. Maskoten heter Al the Octopus, framtagen 1995. Idén om en bläckfisk som maskot härstammar från att det upprepade gånger sedan 1952 slängts ner bläckfiskar på isen för att symbolisera de 8 segrar det då tog att vinna Stanley Cup. Laget spelar i Atlantic Division tillsammans med Boston Bruins, Buffalo Sabres, Florida Panthers, Montreal Canadiens, Ottawa Senators, Tampa Bay Lightning och Toronto Maple Leafs.
Red Wings har vunnit Stanley Cup för säsongerna 1935–1936, 1936–1937, 1942–1943, 1949–1950, 1951–1952, 1953–1954, 1954–1955, 1996–1997, 1997–1998, 2001–2002 och 2007–2008).
Laget har haft en del namnkunniga spelare som bland andra Gordie Howe, Nicklas Lidström, Dominik Hasek, Sergej Fjodorov, Pavel Datsiuk, Henrik Zetterberg, Chris Chelios, Alex Delvecchio, Ted Lindsay, Sid Abel, Brendan Shanahan, Igor Larionov,  Paul Coffey, Red Kelly, Norm Ullman, Brett Hull, Larry Murphy, Dino Ciccarelli, Mike Vernon och Vjatjeslav Fetisov.

## Historia
Klubben bildades 1926 och hette då Detroit Cougars. 1930 byttes namnet till Detroit Falcons men för att 1932 byta namn till Detroit Red Wings. Red Wings är ett av NHL:s så kallade Original Six, ligans sex äldsta lag, där Boston Bruins, Chicago Blackhawks, Montreal Canadiens, New York Rangers och Toronto Maple Leafs även ingår.

### Stanley Cup-spel

#### 1920-talet
- 1927 – Missade slutspel.
- 1929 – Förlorade i första ronden mot Toronto Maple Leafs med 7–2.

#### 1930-talet
- 1930 – Missade slutspel.
- 1935 – Missade slutspel.
- 1936 – Vann finalen mot Toronto Maple Leafs med 3–1 i matcher.
  - Larry Aurie, Marty Barry, Ralph "Scotty" Bowman, Mordere Mud Bruneteau, Art Giroux, Ebbie Goodfellow, Syd Howe, Pete Kelly, Hec Kilrea, Wally Kilrea, Herbie Lewis, Wilfred Bucko McDonald, Gord Pettinger, Normie Smith, John Sorrell, Wilfie Starr, Les Took och Doug Young (C) – Jack Adams.
- 1937 – Vann finalen mot New York Rangers med 3–2 i matcher.
  - Larry Aurie, Marty Barry, Ralph "Scotty" Bowman, Mordere Mud Bruneteau, Jimmy Franks, John Gallegher, Ebbie Goodfellow (A), Syd Howe, Pete Kelly, Hec Kilrea, Wally Kilrea, Herbie Lewis, Howard Mackie, Wilfred Bucko McDonald, Jimmy Orlando, Gord Pettinger, Earl Robertson, Orville "Rolly" Roulston, John Sherf, Normie Smith, John Sorrell och Doug Young (C) – Jack Adams.
- 1938 – Missade slutspel.
- 1939 – Förlorade i andra ronden mot Toronto Maple Leafs med 2–1 i matcher.

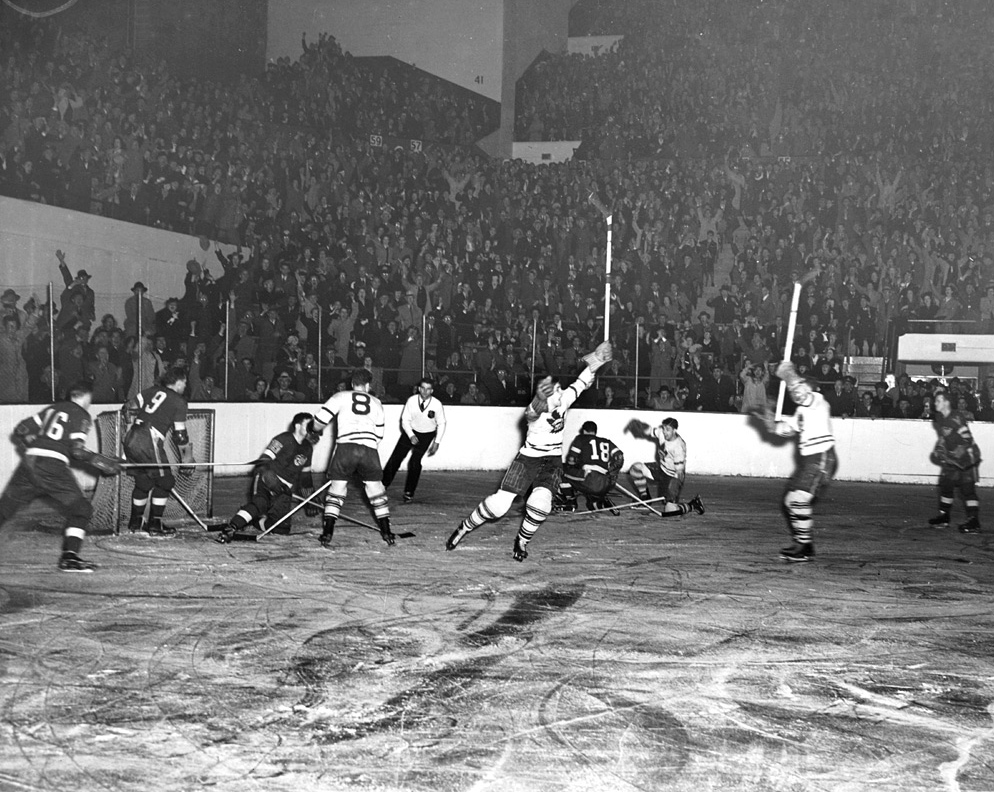
Toronto Maple Leafs mot Detroit Red Wings i Stanley Cup-finalen 1942

#### 1940-talet
- 1940 – Förlorade i andra ronden mot Toronto Maple Leafs med 2–0 i matcher.
- 1942 – Förlorade finalen mot Toronto Maple Leafs med 4–3 i matcher.
- 1943 – Vann finalen mot Boston Bruins med 4–0 i matcher.
  - Sid Abel (C), Adam Brown, Connie Brown, Mordere Mud Bruneteau, Joe Carveth, Les Douglas, Joe Fisher, Ebbie Goodfellow, Don Grosso, Johnny Holota, Syd Howe, Harold "Hal" Jackson, Carl Liscombe, Alex Motter, Johnny Mowers, Jimmy Orlando, Earl Robertson, John Cully Simon, Jack Stewart, Eddie Wares och Harry Watson – Jack Adams.
- 1944 – Förlorade finalen mot Chicago Black Hawks med 4–3 i matcher.
- 1949 – Förlorade finalen mot Toronto Maple Leafs med 4–0 i matcher.

#### 1950-talet
- 1950 – Vann finalen mot New York Rangers med 4–3 i matcher.
  - Sid Abel (C), Pete Babando, Steve Black, Joe Carveth, Gerry Couture, Al Dewsbury, Lido Lee Fogolin, Sr., George Gee, Gordon Haidy, Gordie Howe, Leonard Red Kelly (A), Ted Lindsay (A), Harry Lumley, Harry MacQuestion, Clare Martin, Jim McFadden, Doug McKay, Max McNab, Marty Pavelich, Jimmy Peters, Sr., Marcel Pronovost, Leo Reise, Jr. (A), Jack Stewart, John Wilson och Larry Wilson – Tommy Ivan.
- 1951 – Förlorade i första ronden mot Montreal Canadiens med 4–2 i matcher.
- 1952 – Vann finalen mot Montreal Canadiens med 4–0 i matcher.
  - Sid Abel (C), Hugh Coffin, Alex Delvecchio, Fred Glover, Bob Goldham, Glenn Hall, Gordie Howe, Leonard Red Kelly (A), Tony Leswick, Ted Lindsay (A), Marty Pavelich, Marcel Pronovost, Metro Prystai, Leo Reise, Jr. (A), Terry Sawchuk, Enio Sclisizzi, Glen Skov, Vic Stasiuk, Bill Tibbs, John Wilson, Benny Woit och Larry Zeidel – Tommy Ivan.
- 1953 – Förlorade i första ronden mot Boston Bruins med 4–2 i matcher.
- 1954 – Vann finalen mot Montreal Canadiens med 4–3 i matcher.
  - Keith Allen, Al Arbour, Alex Delvecchio, Bill Dineen, Gilles Dube, David Gatherum, Bob Goldham (A), Jim Hay, Gordie Howe, Earl Johnson, Leonard Red Kelly (A), Tony Leswick, Ted Lindsay (C), Marty Pavelich, Jimmy Peters, Sr., Marcel Pronovost, Metro Prystai, Earl Reibel, Terry Sawchuk, Glen Skov, Vic Stasiuk, John Wilson, Ross Wilson och Benny Woit – Tommy Ivan.
- 1955 – Vann finalen mot Montreal Canadiens med 4–3 i matcher.
  - Marcel Bonin, Alex Delvecchio, Bill Dineen, Bob Goldham (A), Jim Hay, Larry Hillman, Gordie Howe, Leonard Red Kelly (A), Tony Leswick, Ted Lindsay (C), Marty Pavelich, Marcel Pronovost, Metro Prystai, Earl Reibel, Terry Sawchuk, Glen Skov, Vic Stasiuk, John Wilson & Benny Woit – Tommy Ivan.
- 1956 – Förlorade i finalen mot Montreal Canadiens med 4–1 i matcher.
- 1959 – Missade slutspel.

#### 1960-talet
- 1960 – Förlorade i första ronden mot Toronto Maple Leafs med 4–2 i matcher.
- 1969 – Missade slutspel.

#### 1970-talet
- 1970 – Förlorade i första ronden mot Chicago Black Hawks med 4–0.
- 1979 – Missade slutspel.

#### 1980-talet
- 1980 – Missade slutspel.
- 1989 – Förlorade i första ronden mot Chicago Blackhawks med 4–2 i matcher

#### 1990-talet
- 1990 – Missade slutspel.
- 1996 – Förlorade i tredje ronden mot Colorado Avalanche med 4–2 i matcher.
- 1997 – Vann finalen mot Philadelphia Flyers med 4–0 i matcher.
  - Doug Brown, Kris Draper, Sergej Fjodorov (A), Vjatjeslav Fetisov, Kevin Hodson, Tomas Holmström, Mike Knuble, Joey Kocur, Vladimir Konstantinov, Vjatjeslav Kozlov, Martin Lapointe, Igor Larionov, Nicklas Lidström, Kirk Maltby, Darren McCarty, Larry Murphy, Jamie Pushor, Bob Rouse, Tomas Sandström, Brendan Shanahan (A), Tim Taylor, Mike Vernon, Aaron Ward och Steve Yzerman (C) – Scotty Bowman.
- 1998 – Vann finalen mot Washington Capitals med 4–0 i matcher.
  - Doug Brown, Mathieu Dandenault, Kris Draper, Anders Eriksson, Sergej Fjodorov, Vjatjeslav Fetisov, Kevin Hodson, Brent Gilchrist, Tomas Holmström, Mike Knuble, Joey Kocur, Vladimir Konstantinov, Vjatjeslav Kozlov, Darryl Laplante, Martin Lapointe, Igor Larionov, Nicklas Lidström (A), Jamie Macoun, Kirk Maltby, Norm Maracle, Darren McCarty, Dimitrij Mironov, Larry Murphy, Chris Osgood, Bob Rouse, Brendan Shanahan (A), Aaron Ward och Steve Yzerman (C) – Scotty Bowman.

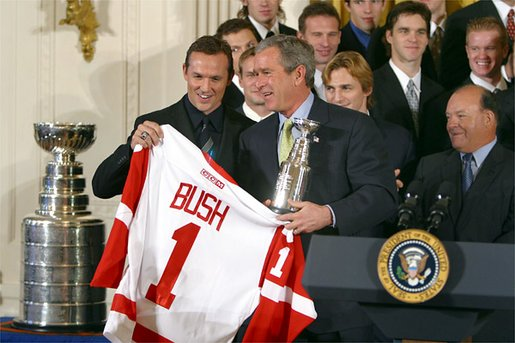
Detroit Red Wings och dess lagkapten Steve Yzerman firade 2002 års Stanley Cup-seger med USA:s 43:e president George W. Bush i Vita huset.

- 1999 – Förlorade i tredje ronden mot Colorado Avalanche med 4–2 i matcher.

#### 2000-talet
- 2000 – Förlorade i andra ronden mot Colorado Avalanche med 4–1 i matcher.
- 2001 – Förlorade i första ronden mot Los Angeles Kings med 4–2 i matcher.
- 2002 – Vann finalen mot Carolina Hurricanes med 4–1 i matcher.
  - Sean Avery, Chris Chelios, Mathieu Dandenault, Pavel Datsiuk, Boyd Devereaux, Kris Draper, Steve Duchesne, Sergej Fjodorov, Jiří Fischer, Dominik Hašek, Tomas Holmström, Brett Hull, Uwe Krupp, Maksim Kuznetsov, Igor Larionov, Manny Legace, Nicklas Lidström (A), Kirk Maltby, Darren McCarty, Fredrik Olausson, Luc Robitaille, Brendan Shanahan (A), Jiří Šlégr, Jason Williams och Steve Yzerman (C) – Scotty Bowman.
- 2003 – Förlorade i första ronden mot Anaheim Ducks med 4–0 i matcher.
- 2004 – Förlorade i andra ronden mot Calgary Flames med 4–2 i matcher.

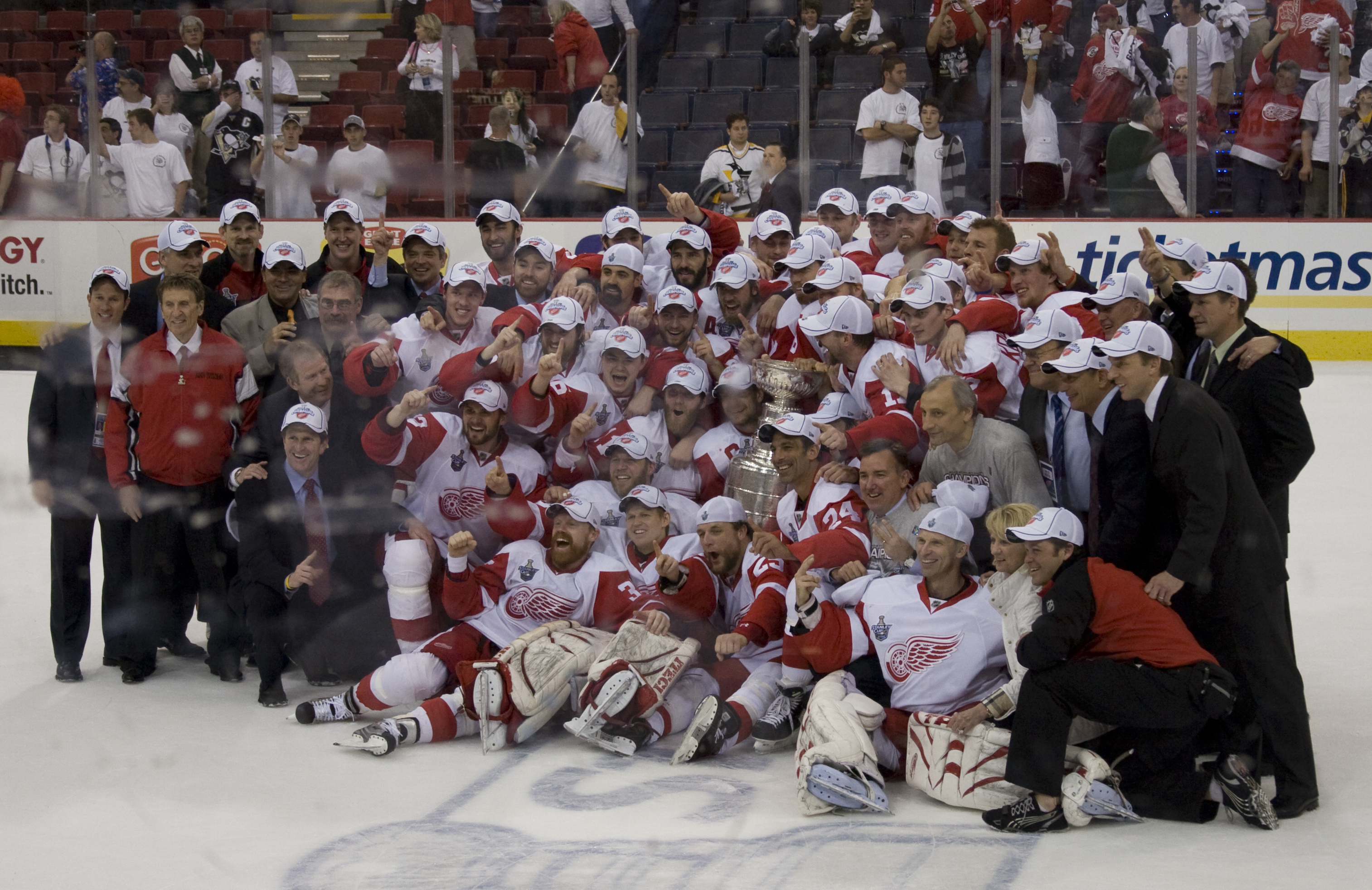
2008 års upplaga av Detroit Red Wings vann Stanley Cup.

- 2005 – Lockout.
- 2007 – Förlorade i tredje ronden mot Anaheim Ducks med 4–2 i matcher.
- 2008 – Vann finalen mot Pittsburgh Penguins med 4–2 i matcher.
  - Justin Abdelkader, Chris Chelios, Daniel Cleary, Pavel Datsiuk (A), Aaron Downey, Dallas Drake, Kris Draper (A), Jonathan Ericsson, Valtteri Filppula, Johan Franzén, Mark Hartigan, Dominik Hašek, Darren Helm, Tomas Holmström, Jimmy Howard, Jiri Hudler, Tomáš Kopecký, Brett Lebda, Nicklas Lidström (C), Andreas Lilja, Kirk Maltby, Darren McCarty, Derek Meech, Chris Osgood, Kyle Quincey, Brian Rafalski, Mattias Ritola, Mikael Samuelsson, Garrett Stafford, Brad Stuart och Henrik Zetterberg (A) – Mike Babcock.
- 2009 – Förlorade finalen mot Pittsburgh Penguins med 4–3 i matcher.

#### 2010-talet
- 2010 – Förlorade i andra ronden mot San Jose Sharks med 4–1 i matcher.
- 2019 – Missade slutspel.

#### 2020-talet
- 2020 – Missade slutspel.
- 2025 – Missade slutspel.

Spelare med kursiv stil fick inte sina namn ingraverade på Stanley Cup-pokalen.

## Nuvarande spelartrupp

### Spelartruppen 2025/2026
Senast uppdaterad: 16 augusti 2025.

Alla spelare som har kontrakt med Detroit Red Wings och har spelat för dem under aktuell säsong listas i spelartruppen. Spelarnas löner är i amerikanska dollar och är vad de skulle få ut om spelarna vore i NHL-truppen under hela grundserien (oktober–april). Löner i kursiv stil är ej bekräftade.
| Målvakter                                                                                     | Målvakter | Målvakter                | Målvakter            | Målvakter   | Målvakter | Målvakter | Målvakter      | Målvakter             | Målvakter | Målvakter |
| Nr                                                                                            |           | Namn                     | Namn                 | Lön 25/26   |           | Kontrakt  | Kom till laget | Kom ifrån             |           |           |
| --------------------------------------------------------------------------------------------- | --------- | ------------------------ | -------------------- | ----------- | --------- | --------- | -------------- | --------------------- | --------- | --------- |
| 31                                                                                            | Kanada    | Carter Gylander          | Carter Gylander      | $855 000    | [ 24 ]    | 2026      | 2024           | Colgate Raiders       |           |           |
| 33                                                                                            | Kanada    | Sebastian Cossa          | Sebastian Cossa      | $832 500    | [ 25 ]    | 2026      | 2024           | Edmonton Oil Kings    |           |           |
| 39                                                                                            | Kanada    | Cam Talbot               | Cam Talbot           | $2 500 000  | [ 26 ]    | 2026      | 2024           | Grand Rapids Griffins |           |           |
| --                                                                                            | USA       | John Gibson              | John Gibson          | $6 400 000  | [ 27 ]    | 2027      | 2025           | Anaheim Ducks         |           |           |
| --                                                                                            | Tjeckien  | Michal Postava           | Michal Postava       | $975 000    | [ 28 ]    | 2027      | 2025           | HC Kometa Brno        |           |           |
| Backar                                                                                        |           |                          |                      |             |           |           |                |                       |           |           |
| Nr                                                                                            |           | Namn                     | Namn                 | Lön 25/26   |           | Kontrakt  | Kom till laget | Kom ifrån             |           |           |
| 3                                                                                             | USA       | Justin Holl              | Justin Holl          | $3 400 000  | [ 29 ]    | 2026      | 2023           | Toronto Maple Leafs   |           |           |
| 5                                                                                             | Sverige   | Axel Sandin Pellikka     | Axel Sandin Pellikka | $950 000    | [ 30 ]    | 2028      | 2024           | Skellefteå AIK        |           |           |
| 8                                                                                             | Kanada    | Ben Chiarot              | Ben Chiarot          | $4 250 000  | [ 31 ]    | 2026      | 2022           | Florida Panthers      |           |           |
| 20                                                                                            | Sverige   | Albert Johansson         | Albert Johansson     | $1 100 000  | [ 32 ]    | 2027      | 2024           | Grand Rapids Griffins |           |           |
| 22                                                                                            | USA       | Shai Buium               | Shai Buium           | $925 000    | [ 33 ]    | 2027      | 2024           | Denver Pioneers       |           |           |
| 38                                                                                            | Finland   | Antti Tuomisto           | Antti Tuomisto       | $813 750    | [ 34 ]    | 2026      | 2023           | HC TPS                |           |           |
| 53                                                                                            | Tyskland  | Moritz Seider            | Moritz Seider        | $8 550 000  | [ 35 ]    | 2031      | 2021           | Rögle BK              |           |           |
| 54                                                                                            | Sverige   | William Wallinder        | William Wallinder    | $925 000    | [ 36 ]    | 2026      | 2023           | Rögle BK              |           |           |
| 56                                                                                            | Sverige   | Erik Gustafsson          | Erik Gustafsson      | $2 000 000  | [ 37 ]    | 2026      | 2024           | New York Rangers      |           |           |
| 77                                                                                            | Sverige   | Simon Edvinsson          | Simon Edvinsson      | $832 500    | [ 38 ]    | 2026      | 2023           | Grand Rapids Griffins |           |           |
| 84                                                                                            | Sverige   | William Lagesson         | William Lagesson     | $775 000    | [ 39 ]    | 2027      | 2024           | Grand Rapids Griffins |           |           |
| --                                                                                            | Kanada    | Jacob Bernard-Docker     | Jacob Bernard-Docker | $875 000    | [ 40 ]    | 2026      | 2025           | Buffalo Sabres        |           |           |
| --                                                                                            | Kanada    | Travis Hamonic           | Travis Hamonic       | $1 000 000  | [ 41 ]    | 2026      | 2025           | Ottawa Senators       |           |           |
| --                                                                                            | Sverige   | Anton Johansson          | Anton Johansson      | $870 000    | [ 42 ]    | 2028      | 2025           | Leksands IF           |           |           |
| --                                                                                            | Kanada    | Ian Mitchell             | Ian Mitchell         | $775 000    | [ 43 ]    | 2026      | 2025           | Providence Bruins     |           |           |
| Forwards                                                                                      |           |                          |                      |             |           |           |                |                       |           |           |
| Nr                                                                                            |           | Namn                     | Pos                  | Lön 25/26   |           | Kontrakt  | Kom till laget | Kom ifrån             |           |           |
| 15                                                                                            | USA       | Sheldon Dries            | C                    | $775 000    | [ 44 ]    | 2026      | 2024           | Abbotsford Canucks    |           |           |
| 18                                                                                            | USA       | Andrew Copp              | C/YF                 | $5 750 000  | [ 45 ]    | 2027      | 2022           | New York Rangers      |           |           |
| 23                                                                                            | Sverige   | Lucas Raymond            | HF/VF                | $8 075 000  | [ 46 ]    | 2032      | 2021           | Frölunda HC           |           |           |
| 24                                                                                            | USA       | Austin Watson            | HF/VF                | $775 000    | [ 47 ]    | 2026      | 2024           | Grand Rapids Griffins |           |           |
| 27                                                                                            | Kanada    | Michael Rasmussen        | C/VF                 | $2 950 000  | [ 48 ]    | 2028      | 2018           | Tri-City Americans    |           |           |
| 28                                                                                            | Norge     | Michael Brandsegg-Nygård | HF                   | $975 000    | [ 49 ]    | 2028      | 2024           | Skellefteå AIK        |           |           |
| 29                                                                                            | Kanada    | Nate Danielson           | C                    | $950 000    | [ 50 ]    | 2028      | 2023           | Brandon Wheat Kings   |           |           |
| 37                                                                                            | USA       | J.T. Compher             | C/HF                 | $5 100 000  | [ 51 ]    | 2028      | 2023           | Colorado Avalanche    |           |           |
| 43                                                                                            | USA       | Carter Mazur             | VF                   | $925 000    | [ 52 ]    | 2026      | 2025           | Grand Rapids Griffins |           |           |
| 48                                                                                            | Sverige   | Jonatan Berggren         | HF/VF                | $1 825 000  | [ 53 ]    | 2026      | 2023           | Grand Rapids Griffins |           |           |
| 50                                                                                            | USA       | Dominik Shine            | C/HF                 | $775 000    | [ 54 ]    | 2026      | 2025           | Grand Rapids Griffins |           |           |
| 63                                                                                            | Kanada    | Alexandre Doucet         | C                    | $870 000    | [ 55 ]    | 2026      | 2023           | Halifax Mooseheads    |           |           |
| 64                                                                                            | Kanada    | Emmitt Finnie            | C/YF                 | $845 000    | [ 56 ]    | 2028      | 2024           | Kamloops Blazers      |           |           |
| 71                                                                                            | USA       | Dylan Larkin − C         | C                    | $10 000 000 | [ 57 ]    | 2031      | 2015           | Michigan Wolverines   |           |           |
| 78                                                                                            | Kanada    | Amadeus Lombardi         | C                    | $775 000    | [ 58 ]    | 2026      | 2022           | Flint Firebirds       |           |           |
| 85                                                                                            | Sverige   | Elmer Söderblom          | VF/C                 | $1 100 000  | [ 59 ]    | 2027      | 2025           | Grand Rapids Griffins |           |           |
| 88                                                                                            | USA       | Patrick Kane1 − 2007     | HF/C                 | $3 000 000  | [ 60 ]    | 2026      | 2023           | New York Rangers      |           |           |
| 92                                                                                            | Österrike | Marco Kasper             | C                    | $855 000    | [ 61 ]    | 2027      | 2024           | Grand Rapids Griffins |           |           |
| 93                                                                                            | USA       | Alex DeBrincat           | VF/HF                | $8 250 000  | [ 62 ]    | 2027      | 2023           | Ottawa Senators       |           |           |
| --                                                                                            | USA       | Mason Appleton           | HF                   | $3 000 000  | [ 63 ]    | 2027      | 2025           | Winnipeg Jets         |           |           |
| --                                                                                            | USA       | Carter Bear              | C/VF                 | $975 000    | [ 64 ]    | 2028      | 2025           | Everett Silvertips    |           |           |
| --                                                                                            | Tjeckien  | Ondřej Becher            | C/YF                 | $865 000    | [ 65 ]    | 2027      | 2024           | Grand Rapids Griffins |           |           |
| --                                                                                            | Finland   | Jesse Kiiskinen          | HF                   | $870 000    | [ 66 ]    | 2028      | 2025           | HPK                   |           |           |
| --                                                                                            | USA       | John Leonard             | VF/HF                | $775 000    | >         | 2026      | 2025           | Charlotte Checkers    |           |           |
| --                                                                                            | Tjeckien  | Jakub Rychlovský         | VF                   | $870 000    | [ 68 ]    | 2026      | 2024           | HC Bílí Tygři Liberec |           |           |
| --                                                                                            | Lettland  | Eduards Tralmaks         | YF/C                 | $775 000    | [ 69 ]    | 2026      | 2025           | Rytíři Kladno         |           |           |
| --                                                                                            | USA       | James van Riemsdyk       | VF/HF                | $1 000 000  | [ 70 ]    | 2026      | 2025           | Columbus Blue Jackets |           |           |
| Positioner: C – HF – VF – YF \| C = Lagkapten; A = Assisterande lagkapten \| = Långtidsskadad |           |                          |                      |             |           |           |                |                       |           |           |

#### Spelargalleri

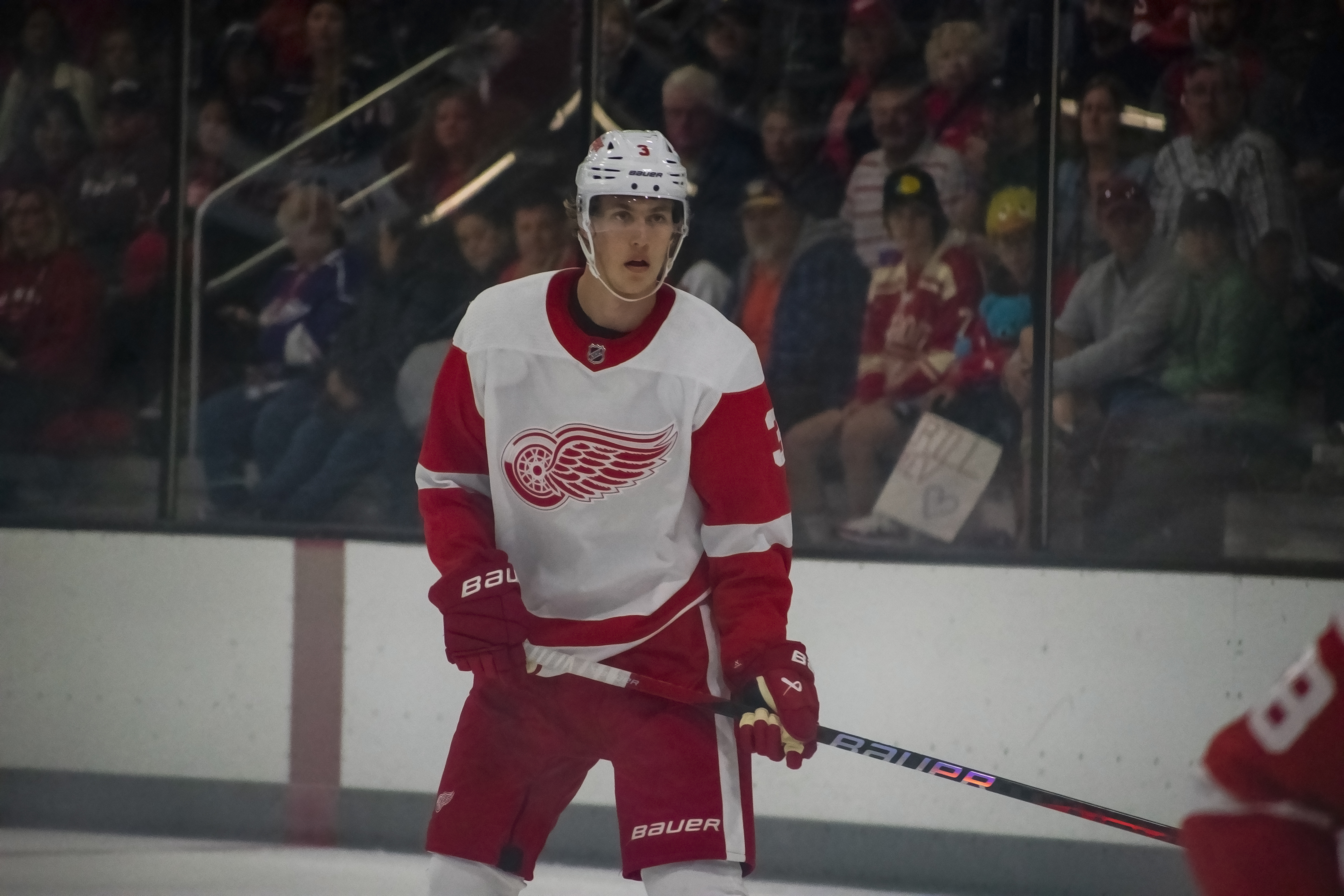
Simon Edvinsson
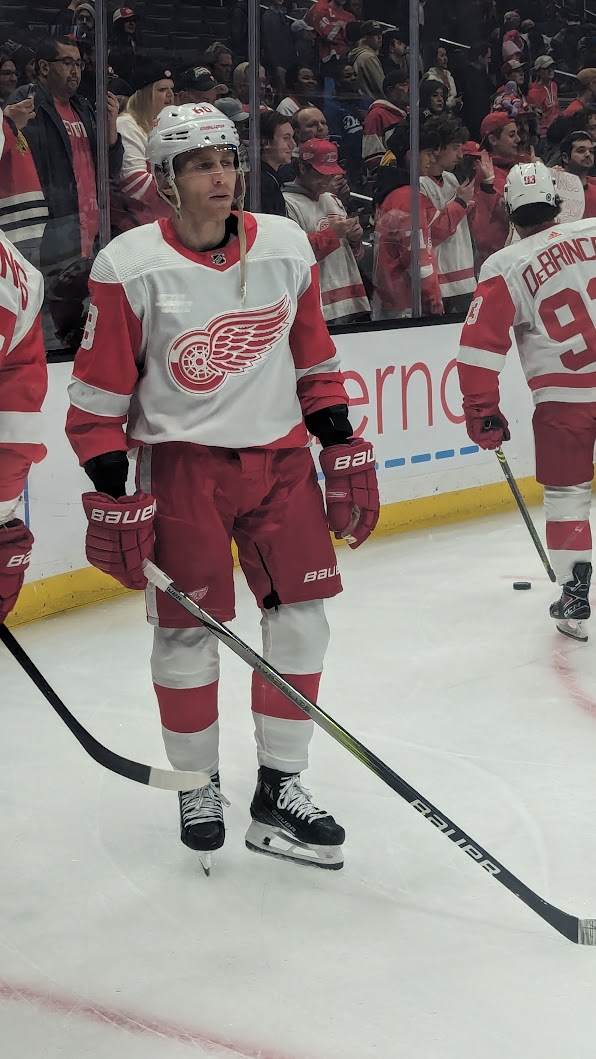
Patrick Kane
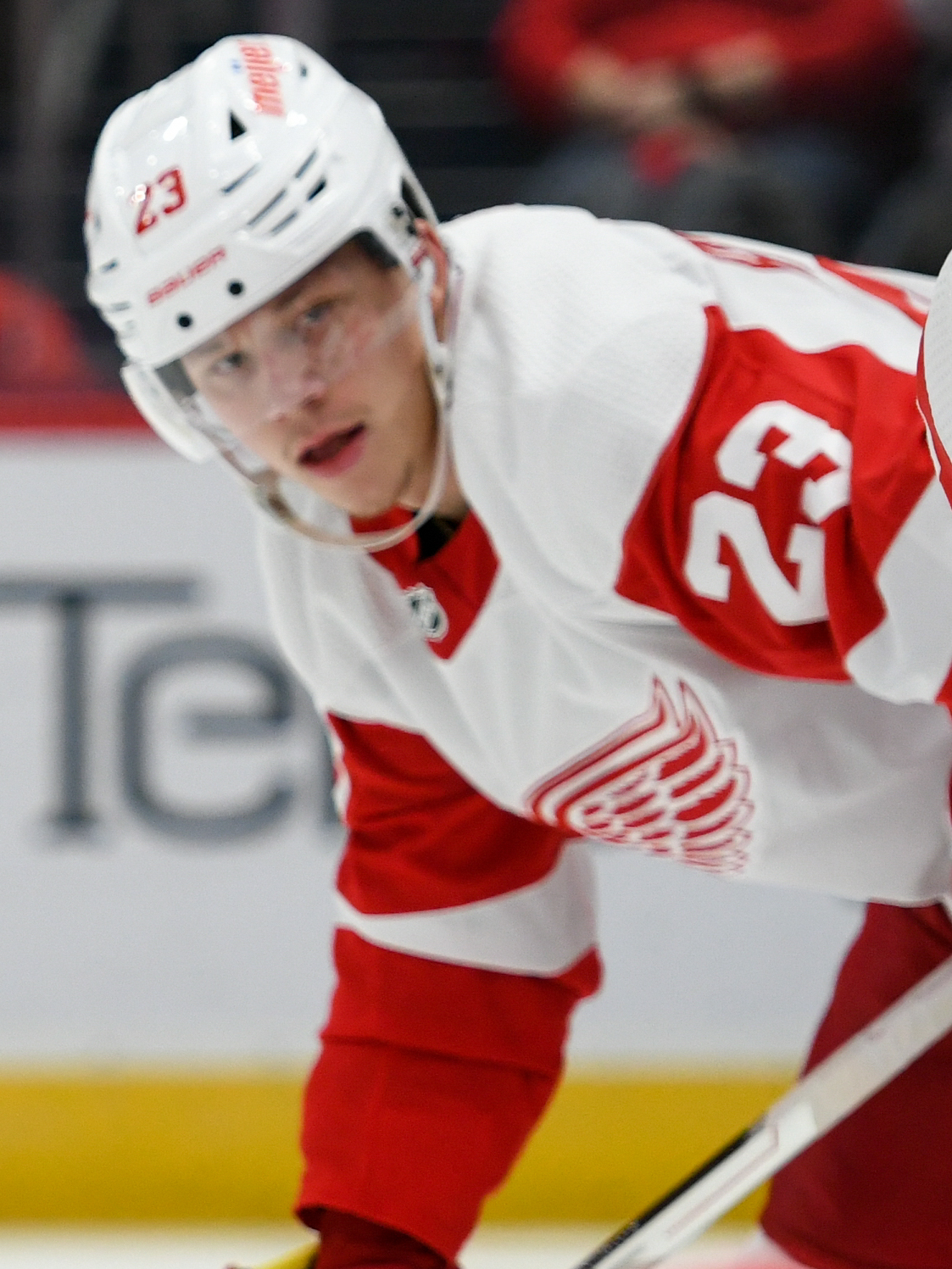
Lucas Raymond

## Arenor
|  | Arenans namn                        | Kapacitet | Stad                     | Byggkostnad (2013 års pengavärde) | Inflyttad | Utflyttad | Riven |
|  | ----------------------------------- | --------- | ------------------------ | --------------------------------- | --------- | --------- | ----- |
|  | Windsor Arena (Border Cities Arena) | 9 000     | Windsor, Ontario, Kanada | $200,000 (N/A)                    | 1926      | 1927      |       |
|  | Detroit Olympia                     | 15 000    | Detroit, Michigan, USA   | $2,5 miljoner ($33 miljoner)      | 1927      | 1979      | 1987  |
|  | Joe Louis Arena                     | 20 066    | Detroit, Michigan, USA   | $57 miljoner ($180 miljoner)      | 1979      | 2017      |       |
|  | Little Caesars Arena                | 20 000    | Detroit, Michigan, USA   | $862,9 miljoner                   | 2017      |           |       |

## Organisationen
Huvudkontoret

Ilitch Holdings, Inc.

Fox Office Center

2211 Woodward Avenue

Detroit, MI 48201

Joe Louis Arena

600 Civic Center Drive

Detroit, MI 48226

Träningsaläggningen

Centre Ice Arena

1600 Chartwell Drive

Traverse City, MI 49696

### Ledningen

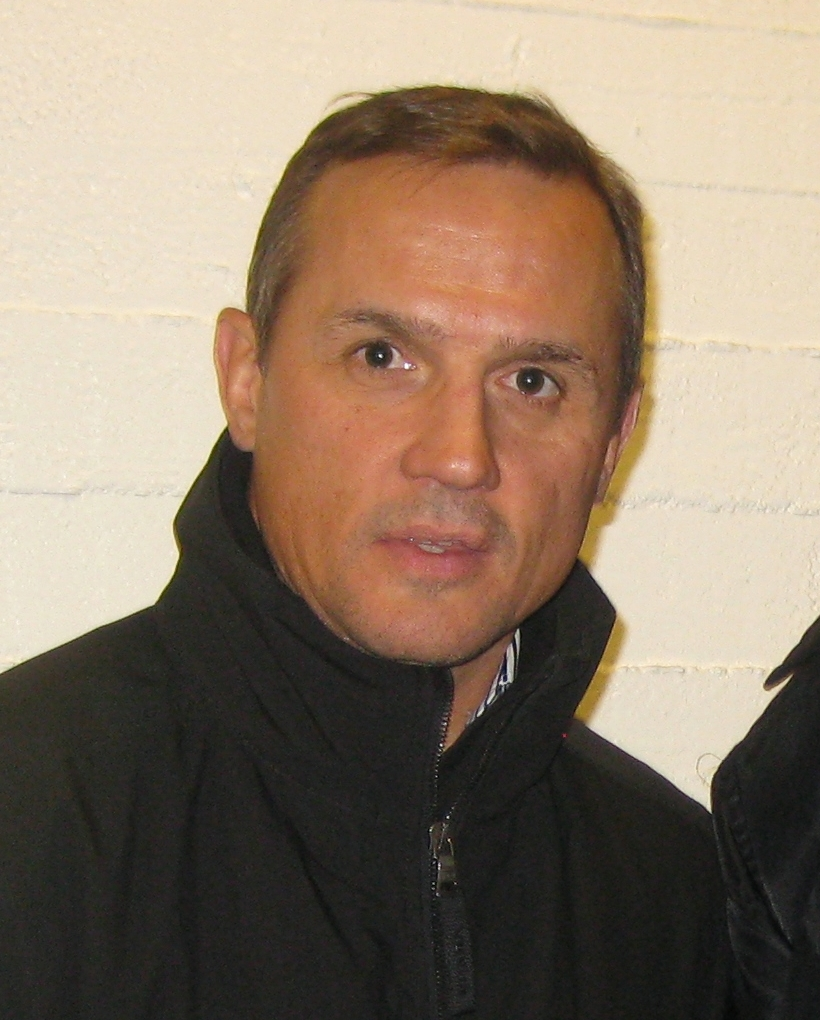
Steve Yzerman, 2012.

Uppdaterat: 27 december 2024.
| Yrkestitel                                                   | Namn               |
| ------------------------------------------------------------ | ------------------ |
| Ägare                                                        | Ilitch Holdings    |
| Ordförande                                                   | Marian Ilitch      |
| President & VD (Ilitch Holdings)                             | Christopher Ilitch |
| Senior vicepresident                                         | Jim Devellano      |
| Exekutiv vicepresident & general manager                     | Steve Yzerman      |
| Assisterande general manager                                 | Shawn Horcoff      |
| Assisterande general manager & chef för amatörscouting       | Kris Draper        |
| Assisterande general manager & chef för ishockeyverksamheten | Aaron Kahn         |
| Vicepresident för ishockeyverksamheten                       | Nicklas Lidström   |
| Chef för spelarpersonalen                                    | Jiří Fischer       |
| Vice chef för spelarutveckling                               | Dan Cleary         |
| Ansvarig för europeisk spelarutveckling                      | Niklas Kronwall    |

### Lagledningen

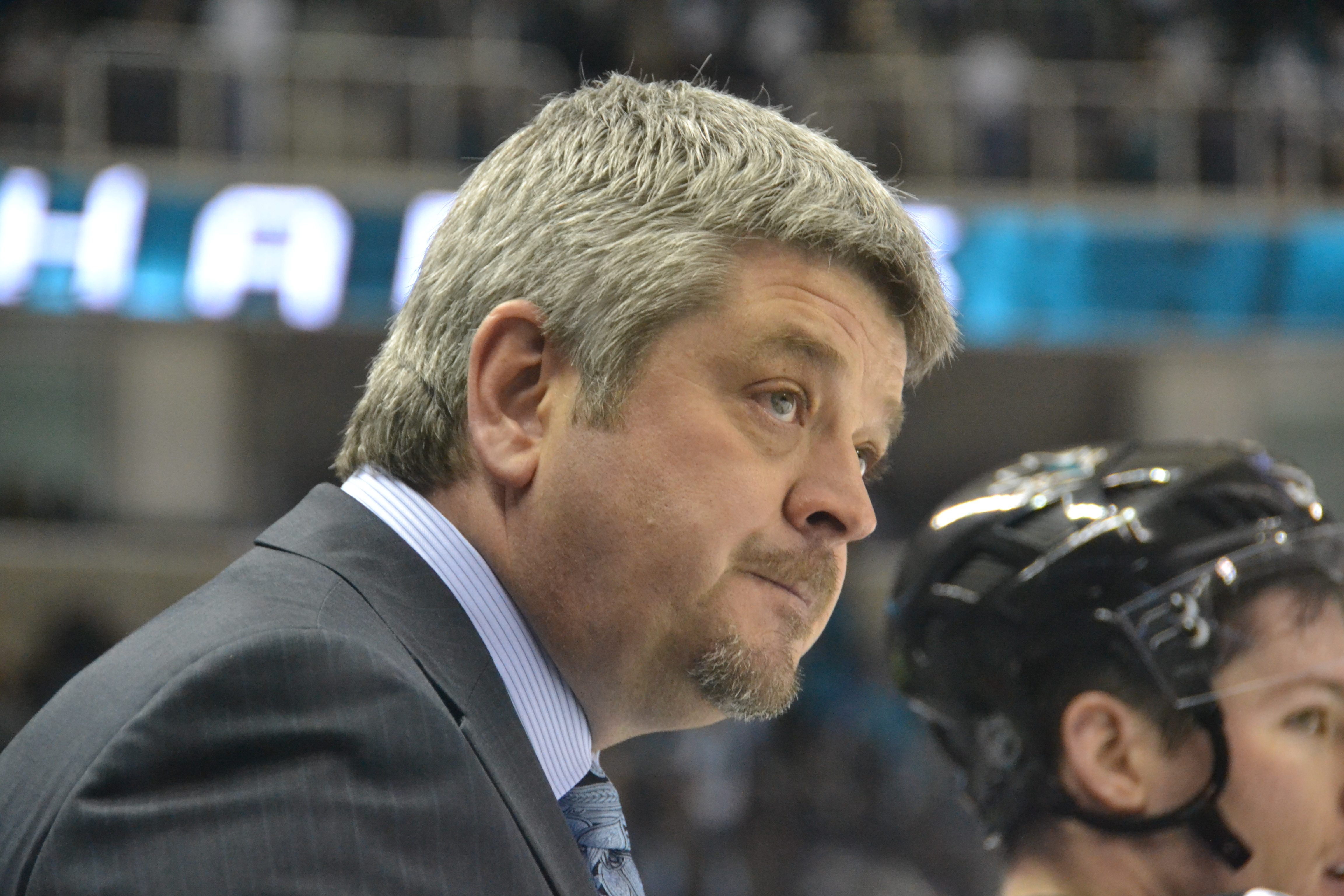
Todd McLellan, 2013.

Uppdaterat: 27 december 2024.
| Yrkestitel                | Namn           |
| ------------------------- | -------------- |
| Tränare                   | Todd McLellan  |
| Assisterande tränare      | Alex Tanguay   |
|                           | Jay Varady     |
|                           | Trent Yawney   |
| Målvaktstränare           | Alex Westlund  |
| Videotränare              | L.J. Scarpace  |
| Assisterande videotränare | Jeff Weintraub |

#### Scoutverksamheten
Uppdaterat: 27 december 2024.
| Yrkestitel                                    | Namn                 |
| --------------------------------------------- | -------------------- |
| NHL-scouter                                   | Brian Flynn          |
|                                               | Boyd Gordon          |
|                                               | Kyle MacKinnon       |
|                                               | Kirk Maltby          |
|                                               | Chris Yzerman        |
| Chef för amatörscouting                       | Jesse Wallin         |
| Amatörscouter                                 | Corey Crocker        |
|                                               | Brendan Flemming     |
|                                               | Kevin Gibson         |
|                                               | Kelly Harper         |
|                                               | Greg Hawgood         |
|                                               | Bryce Thoma          |
|                                               | Ross Yates           |
| Chef för europeisk scouting                   | Håkan Andersson      |
| Europeisk NHL-scout                           | Tommy Boustedt       |
| Europeiska amatörscouter                      | Thomas Carlsson      |
|                                               | Vladimír Havlůj, Sr. |
|                                               | Antonin Routa        |
|                                               | Nikolaj Vakurov      |
| Chef för scouting och utveckling av målvakter | Phil Osaer           |

### Samarbetspartners
| Primära samarbetspartners - Detroit Olympics (IHL), 1932–1936 - Seattle Totems (AHL), 1936–1939 - Indianapolis Capitals (AHL), 1939–1952 - Omaha Knights (USHL), 1946–1947 - Edmonton Flyers (WHL), 1952–1953 - St. Louis Flyers (AHL), 1952–1953 - Sherbrooke Saints (QHL), 1953–1954 - Edmonton Flyers (WHL), 1954–1963 - Hershey Bears (AHL), 1957–1962 - Sudbury Wolves (EPHL), 1960–1962 - Pittsburgh Hornets (AHL), 1962–1967 - Indianapolis Capitols/Cincinnati Wings (CHL), 1963–1964 - Memphis Wings (CHL), 1964–1967 - Fort Worth Wings (CHL), 1967–1973 - San Diego Gulls (WHL), 1967–1968 - Baltimore Clippers (AHL), 1968–1969 - San Diego Gulls (WHL), 1969–1971 - Cleveland Barons (AHL), 1969–1970 - Baltimore Clippers (AHL), 1970–1971 - Tidewater Wings (AHL), 1971–1972 - Virginia Red Wings (AHL), 1972–1975 - Baltimore Clippers (AHL), 1973–1974 - London Lions, 1973–1974 - New Have Nighthawks (AHL), 1975–1976 - Kansas City Blues (CHL), 1976–1977 - Kansas City Red Wings (CHL), 1977–1979 - Adirondack Red Wings (AHL), 1979–1999 - Fort Wayne Komets (IHL), 1991–1993 - Cincinnati Mighty Ducks (AHL), 1999–2002 - Manitoba Moose (IHL), 2000–2001 - Grand Rapids Griffins (AHL), 2002– | Sekundära samarbetspartners - Port Huron Flags (IHL), 1968–1971 - Johnstown Jets (EHL), 1969–1971 - Port Huron Wings (IHL), 1971–1974 - Kalamazoo Wings (IHL), 1974–1987 - Winston-Salem Polar Twins (SHL), 1974–1975 - Greensboro Generals (SHL), 1975–1976 - Johnstown Wings (EHL), 1978–1979 - Flint Spirits (IHL), 1987–1989 - Detroit Falcons (UHL), 1992–1995 - Toledo Storm (ECHL), 1992–2007 - Toledo Walleye (ECHL), 2009– |

## Utmärkelser

### Pensionerade nummer

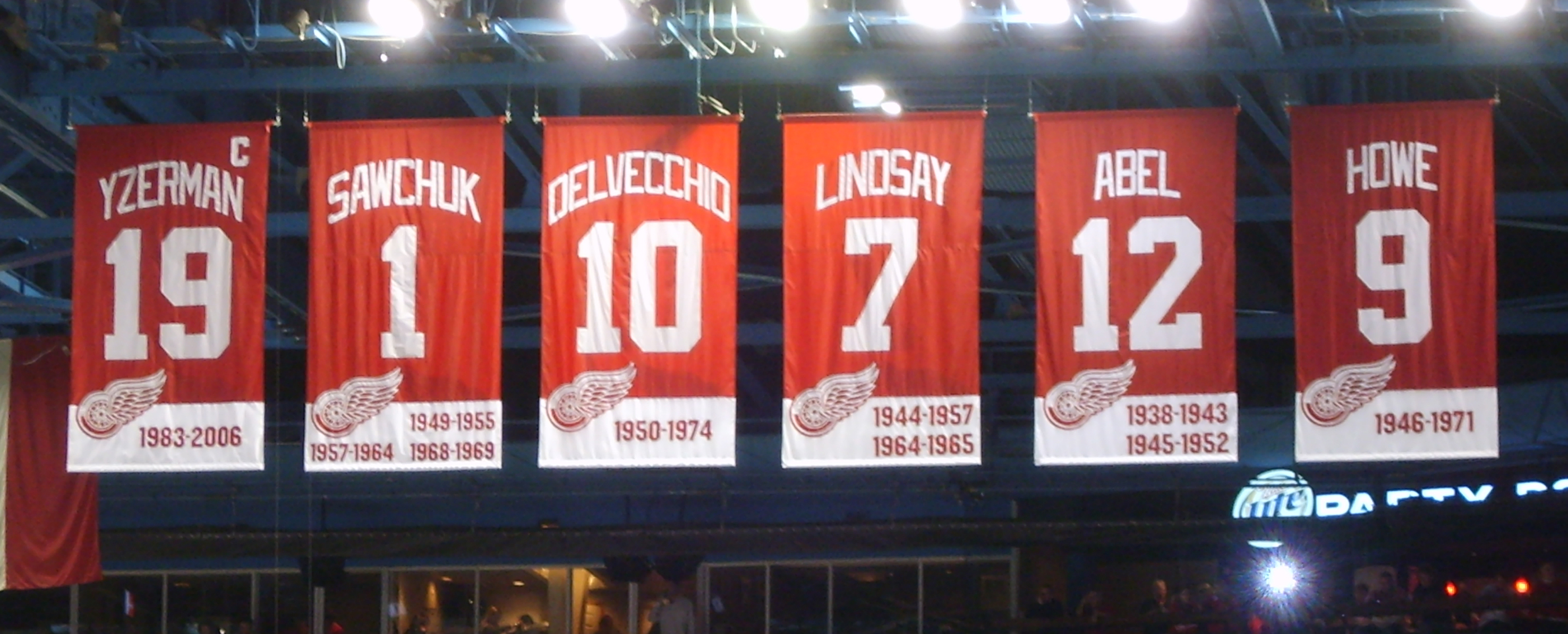

Sju spelares nummer har blivit "pensionerade" av organisationen, det vill säga ingen annan spelare kommer någonsin att få använda samma nummer i Detroit Red Wings. Ytterligare ett nummer har blivit pensionerat av själva ligan.
| - #1: Terry Sawchuk, 1949–1955, 1957–1964, 1968–1979 - #5: Nicklas Lidström, 1991–2012 - #7: Ted Lindsay, 1944–1957, 1964–1965 - #9: Gordie Howe, 1946–1971 | - #10: Alex Delvecchio, 1950–1973 - #12: Sid Abel, 1938–1952 - #19: Steve Yzerman, 1983–2006 - #99: Wayne Gretzky, (NHL) |

#### Inofficiella pensionerade nummer
| - #6: Larry Aurie, 1927–1939. Numret var inofficiellt pensionerat mellan 1975 och 2000, det är dock inte tillgängligt att användas. | - #16: Vladimir Konstantinov, 1991–1997. Numret pensionerades inofficiellt 1997 efter att Konstantinov fick karriäravslutande skador på grund av en bilolycka. |

### Hall of Famers

#### Spelare
Källa: 
| - Alec Connell (invald 1958) spelade i Red Wings mellan 1931 och 1932. - Frank Foyston (invald 1958) spelade i Red Wings mellan 1926 och 1928. - Frank Fredrickson (invald 1958) spelade i Red Wings mellan 1926 och 1927 respektive 1930 och 1931. - George Hay (invald 1958) spelade i Red Wings mellan 1927 och 1931 respektive 1932 och 1933. - Duke Keats (invald 1958) spelade i Red Wings mellan 1926 och 1927. - Tiny Thompson (invald 1959) spelade i Red Wings 1938 och 1940. - Jack Walker (invald 1960) spelade i Red Wings mellan 1926 och 1928. - Charlie Conacher (invald 1961) spelade i Red Wings mellan 1938 och 1939. - Reg Noble (invald 1962) spelade i Red Wings mellan 1927 och 1932. - Ebbie Goodfellow (invald 1963) spelade i Red Wings mellan 1929 och 1943. - Earl Seibert (invald 1963) spelade i Red Wings mellan 1943 och 1946. - Jack Stewart (invald 1964) spelade i Red Wings mellan 1938 och 1950. - Marty Barry (invald 1965) spelade i Red Wings mellan 1935 och 1939. - Syd Howe (invald 1965) spelade i Red Wings mellan 1934 och 1946. - Ted Lindsay (invald 1966) spelade i Red Wings mellan 1944 och 1957 respektive 1964 och 1965. - Sid Abel (invald 1969) spelade i Red Wings mellan 1938 och 1952. - Red Kelly (invald 1969) spelade i Red Wings mellan 1947 och 1960. - Bill Gadsby (invald 1970) spelade i Red Wings mellan 1961 och 1966. - Terry Sawchuk (invald 1971) spelade i Red Wings mellan 1949 och 1955 respektive 1957 och 1964 respektive 1968 och 1969. - Cooney Weiland (invald 1971) spelade i Red Wings mellan 1933 och 1935. - Hap Holmes (invald 1972) spelade i Red Wings mellan 1926 och 1928. - Gordie Howe (invald 1972) spelade i Red Wings mellan 1946 och 1971. - Doug Harvey (invald 1973) spelade i Red Wings 1967. - Carl Voss (invald 1974) spelade i Red Wings mellan 1932 och 1933. - Glenn Hall (invald 1975) spelade i Red Wings mellan 1952 och 1953 respektive 1954 och 1957. - Bill Quackenbush (invald 1976) spelade i Red Wings mellan 1942 och 1949. - Alex Delvecchio (invald 1977) spelade i Red Wings mellan 1951 och 1973. - Andy Bathgate (invald 1978) spelade i Red Wings mellan 1965 och 1967. - Marcel Pronovost (invald 1978) spelade i Red Wings mellan 1950 och 1967. - Harry Lumley (invald 1980) spelade i Red Wings mellan 1944 och 1950. - Johnny Bucyk (invald 1981) spelade i Red Wings mellan 1955 och 1957. | - Frank Mahovlich (invald 1981) spelade i Red Wings mellan 1968 och 1971. - Norm Ullman (invald 1982) spelade i Red Wings mellan 1955 och 1968. - Leo Boivin (invald 1986) spelade i Red Wings mellan 1965 och 1967. - Eddie Giacomin (invald 1987) spelade i Red Wings mellan 1975 och 1978. - Brad Park (invald 1988) spelade i Red Wings mellan 1983 och 1985. - Herbie Lewis (invald 1989) spelade i Red Wings mellan 1928 och 1939. - Darryl Sittler (invald 1989) spelade i Red Wings mellan 1984 och 1985. - Bud Poile (invald 1990) spelade i Red Wings mellan 1948 och 1949. - Marcel Dionne (invald 1992) spelade i Red Wings mellan 1971 och 1975. - Harry Watson (invald 1994) spelade i Red Wings mellan 1942 och 1943 respektive 1945 och 1946. - Al Arbour (invald 1996) spelade i Red Wings mellan 1953 och 1954 respektive 1956 och 1958. - Börje Salming (invald 1996) spelade i Red Wings mellan 1989 och 1990. - Roy Conacher (invald 1998) spelade i Red Wings mellan 1946 och 1947. - Vjatjeslav Fetisov (invald 2001) spelade i Red Wings mellan 1995 och 1998. - Bernie Federko (invald 2002) spelade i Red Wings mellan 1989 och 1990. - Paul Coffey (invald 2004) spelade i Red Wings mellan 1993 och 1996. - Larry Murphy (invald 2004) spelade i Red Wings mellan 1997 och 2001. - Igor Larionov (invald 2008) spelade i Red Wings mellan 1995 och 2000 respektive 2001 och 2003. - Brett Hull (invald 2009) spelade i Red Wings mellan 2001 och 2004. - Luc Robitaille (invald 2009) spelade i Red Wings mellan 2001 och 2003. - Steve Yzerman (invald 2009) spelade i Red Wings mellan 1983 och 2006. - Dino Ciccarelli (invald 2010) spelade i Red Wings mellan 1992 och 1996. - Mark Howe (invald 2011) spelade i Red Wings mellan 1992 och 1995. - Adam Oates (invald 2012) spelade i Red Wings mellan 1985 och 1989. - Chris Chelios (invald 2013) spelade i Red Wings mellan 1998 och 2009. - Brendan Shanahan (invald 2013) spelade i Red Wings mellan 1996 och 2006. - Dominik Hašek (invald 2014) spelade i Red Wings mellan 2001 och 2002, 2003 och 2004 och 2006 och 2008. - Mike Modano (invald 2014) spelade i Red Wings mellan 2010 och 2011. - Sergej Fjodorov (invald 2015) spelade i Red Wings mellan 1990 och 2003. - Nicklas Lidström (invald 2015) spelade i Red Wings mellan 1991 och 2012. - Rogie Vahcon (invald 2016) spelade i Red Wings mellan 1978 och 1980. |

#### Ledare
Källa: 
| - James E. Norris (invald 1958) var ägaren till Red Wings mellan 1932 och 1952. - Jack Adams (invald 1959) var tränare för Red Wings mellan 1927 och 1947. - James D. Norris (invald 1962) satt på ledande positioner inom Red Wings mellan 1932 och 1966. - Bruce Norris (invald 1969) var ägaren till Red Wings mellan 1955 och 1982. - Tommy Ivan (invald 1974) var tränare för Red Wings mellan 1947 och 1954. - John Ziegler, Jr. (invald 1987) ingick i ägargruppen för Red Wings. | - Scotty Bowman (invald 1991) var tränare för Red Wings mellan 1993 och 2002. - Mike Ilitch (invald 2003) var ägaren till Red Wings mellan 1982 och 2017. - Brian Kilrea (invald 2003) spelade i Red Wings mellan 1957 och 1958. - Murray Costello (invald 2005) spelade i Red Wings mellan 1955 och 1956. - Jim Devellano (invald 2010) sitter på ledande positioner inom Red Wings sedan 1982. |

### Troféer
| Stanley Cup (11) - 1935–1936, 1936–1937, 1942–1943, 1949–1950, 1951–1952, 1953–1954, 1954–1955, 1996–1997, 1997–1998, 2001–2002, 2007–2008 Presidents' Trophy (6) - 1994–1995, 1995–1996, 2001–2002, 2003–2004, 2005–2006, 2007–2008 Clarence S. Campbell Bowl (6) - 1994–1995, 1996–1997, 1997–1998, 2001–2002, 2007–2008, 2008–2009 Prince of Wales Trophy (13) - 1935–1936, 1936–1937, 1942–1943, 1948–1949, 1949–1950, 1950–1951, 1951–1952, 1952–1953, 1953–1954, 1954–1955, 1956–1957, 1964–1965 O'Brien Trophy (5) - 1940–1941, 1941–1942, 1944–1945, 1947–1948, 1948–1949 Okänd division (3) - 1933–1934, 1935–1936, 1936–1937 Norris Division (3) - 1987–1988, 1988–1989, 1991–1992 Central Division (13) - 1993–1994, 1994–1995, 1995–1996, 1998–1999, 2000–2001, 2001–2002, 2002–2003, 2003–2004, 2005–2006, 2006–2007, 2007–2008, 2008–2009, 2010–2011 Källa: Art Ross Trophy (7) - Ted Lindsay: 1949–1950 - Gordie Howe: 1950–1951, 1951–1952, 1952–1953, 1953–1954, 1956–1957, 1962–1963 Bill Masterton Memorial Trophy (2) - Brad Park: 1983–1984 - Steve Yzerman: 2003–2004 Calder Memorial Trophy (5) - Carl Voss: 1932–1933 - Jim McFadden: 1947–1948 - Terry Sawchuk: 1950–1951 - Glenn Hall: 1955–56 - Roger Crozier: 1969–1970 Conn Smythe Trophy (5) - Roger Crozier: 1965–1966 - Mike Vernon: 1965–1966 - Steve Yzerman: 1997–1998 - Niklas Lidström: 2001–2002 - Henrik Zetterberg: 2007–2008 Frank J. Selke Trophy (7) - Sergej Fjodorov: 1993–1994, 1995–1996 - Steve Yzerman: 1999–2000 - Kris Draper: 2003–2004 - Pavel Datsiuk: 2007–2008, 2008–2009, 2009–10 Hart Memorial Trophy (9) - Ebbie Goodfellow: 1939–1940 - Sid Abel: 1948–1949 - Gordie Howe: 1951–1952, 1952–1953, 1956–57, 1957–1958, 1959–1960, 1962–1963 - Sergej Fjodorov: 1993–1994 | Jack Adams Award (4) - Bobby Kromm: 1977–1978 - Jacques Demers: 1986–1987, 1987–1988 - Scotty Bowman: 1995–1996 James Norris Memorial Trophy (9) - Red Kelly: 1953–1954 - Paul Coffey: 1994–1995 - Nicklas Lidström: 2000–2001, 2001–2002, 2002–2003, 2005–2006, 2006–2007, 2007–2008, 2010–2011 King Clancy Memorial Trophy (2) - Brendan Shanahan: 2002–2003 - Henrik Zetterberg: 2014–2015 Lady Byng Memorial Trophy (14) - Marty Barry: 1936–1937 - Bill Quackenbush: 1948–1949 - Red Kelly: 1950–1951, 1952–1953, 1953–1954 - Earl Reibel: 1955–56 - Alex Delvecchio: 1958–1959, 1965–1966, 1968–1969 - Marcel Dionne: 1974–1975 - Pavel Datsiuk: 2005–2006, 2006–2007, 2007–2008, 2008–2009 Lester B. Pearson Award (2) - Steve Yzerman: 1988–1989 - Sergej Fjodorov: 1993–1994 Lester Patrick Memorial Trophy (11) - Jack Adams: 1965–66 - Gordie Howe: 1966–1967 - Terry Sawchuk: 1970–71 - Alex Delvecchio: 1973–1974 - Tommy Ivan: 1974–1975 - Bruce Norris: 1974–1975 - Michael Ilitch, Sr.: 1990–1991 - Scotty Bowman: 2000–2001 - Marcel Dionne: 2006–2007 - Reed Larson: 2006–2007 - Steve Yzerman: 2006–2007 Mark Messier Leadership Award (1) - Chris Chelios: 2006–2007 NHL Plus/Minus Award (4) - Paul Ysebaert: 1991–1992 - Vladimir Konstantinov: 1995–1996 - Chris Chelios: 2001–2002 - Pavel Datsiuk: 2007–2008 Vezina Trophy (5) - Normie Smith: 1936–1937 - Johnny Mowers: 1942–1943 - Terry Sawchuk: 1951–1952, 1952–1953, 1954–1955 William M. Jennings Trophy (4) - Chris Osgood: 1995–1996, 2007–2008 - Mike Vernon: 1995–1996 - Dominik Hašek: 2007–2008 |

## Ägare
Det har varit totalt fem ägare för organisationen och där det började när Arthur Wirtz och James E. Norris tog över Detroit Falcons 1932 och det första de gjorde var att ändra namn till Detroit Red Wings. Delägarskapet höll fram till 1951 när Wirtz valde att sälja sin del för att koncentrera sig fullt ut att vara delaktig i ägarskapet av Chicago Blackhawks. Ett år senare dog Norris och ägarskapet ärvdes av barnen Bruce och Marguerite. 1955 valde Bruce Norris att köpa ut sin syster för att bli ensam ägare av organisationen. 1982 köpte Mike Ilitch Red Wings från Norris för $8 miljoner och därmed avslutades ett 50 år långt ägarskap av organisationen inom familjen Norris. Den 10 februari 2017 avled Mike Ilitch och hans fru Marian tog över ägarskapet.
| - Arthur Wirtz, 1932–19511 - James E. Norris, 1932–19521 - Bruce Norris, 1952–19821 | - Mike Ilitch, 1982–20171 - Marian Ilitch, 2017– |

## General managers
Organisationen har haft totalt tolv personer som arbetat som deras general manager och där Jack Adams har suttit längst med sina 35 år på posten.
| - Art Duncan, 1926–1927 - Jack Adams, 1927–19621 - Sid Abel, 1962–1971 - Ned Harkness, 1971–1974 - Alex Delvecchio, 1974–1977 - Ted Lindsay, 1977–1980 | - Jimmy Skinner, 1980–1982 - Jim Devellano, 1982–1990 - Bryan Murray, 1990–1994 - Jim Devellano, Scotty Bowman och Ken Holland, 1994–19971 - Ken Holland, 1997–20191 - Steve Yzerman, 2019– |

## Tränare
Det har varit 29 tränare för Red Wings under organisationens existens, där Jack Adams har suttit på posten längst med sina 20 år och vunnit flest Stanley Cup (3st). Den som har suttit kortast är Barry Smith som var bara temporär coach och tränade Red Wings i fem matcher. Smith har också den högsta vinstprocenten av de alla med .800 (Fyra vinster på fem matcher) medan Larry Wilson har den lägsta vinstprocenten med .139 på 36 matcher (29 förluster).
| - Art Duncan, 1926–1927 - Jack Adams, 1927–19471 - Tommy Ivan, 1947–1954 - Jimmy Skinner, 1954–1958 - Sid Abel, 1958–1968 - Bill Gadsby, 1968–1969 - Sid Abel, 1969–1970 - Ned Harkness, 1970 - Doug Barkley, 1970–1971 - Johnny Wilson, 1971–1973 - Ted Garvin, 1973 - Alex Delvecchio, 1973–1975 - Doug Barkley, 1975 - Alex Delvecchio, 1975–1977 - Larry Wilson, 1977 - Bobby Kromm, 1977–1980 | - Ted Lindsay, 1980 - Wayne Maxner, 1980–82 - Billy Dea, 1982 - Nick Polano, 1982–1985 - Harry Neale, 1985 - Brad Park, 1985–1986 - Jacques Demers, 1986–1990 - Bryan Murray, 1990–1993 - Scotty Bowman, 1993–19981 - Barry Smith, 1998 - Scotty Bowman, 1998–20021 - Dave Lewis, 2002–2005 - Mike Babcock, 2005–20151 - Jeff Blashill, 2015–2022 - Derek Lalonde, 2022–2024 - Todd McLellan, 2024– |

## Lagkaptener
35 spelare har varit lagkapten i organisationens historia och där Steve Yzerman som har varit längst med sina 20 år (1986–2006). 2006 tog Nicklas Lidström hand om kaptensskapet och därmed blev den första europeiska lagkaptenen i organisationens historia och blev även säsong 2007–2008 den första europeiska lagkaptenen i NHL att lyfta Stanley Cup-bucklan.
| - Art Duncan, 1926–1927 - Reg Noble, 1927–1930 - George Hay, 1930–1931 - Carson Cooper, 1931–1932 - Larry Aurie, 1932–1933 - Herbie Lewis, 1933–1934 - Ebbie Goodfellow, 1934–1935 - Doug Young, 1935–19381 - Ebbie Goodfellow, 1938–1942 - Syd Howe, 1941–1942 - Sid Abel, 1942–19431 - Mud Bruneteau, 1943–1944 - Flash Hoilett, 1943–1946 - Sid Abel, 1945–19521 - Ted Lindsay, 1952–19561 - Red Kelly, 1956–1958 - Gordie Howe, 1958–1962 - Alex Delvecchio, 1962–1974 - Nick Libett, 1973–1974 - Red Berenson, 1973–1974 | - Gary Bergman, 1973–1974 - Ted Harris, 1973–1974 - Mickey Redmond, 1973–1974 - Larry Johnston, 1973–1974 - Marcel Dionne, 1974–1975 - Danny Grant, 1975–1977 - Terry Harper, 1975–1976 - Dennis Polonich, 1976–1977 - Dan Maloney, 1977–1978 - Dennis Hextall, 1977–1979 - Nick Libett, 1978–1979 - Paul Woods, 1978–1979 - Dale McCourt, 1979–1980 - Errol Thompson, 1980–1981 - Reed Larson, 1980–1982 - Danny Gare, 1982–1986 - Steve Yzerman, 1986–20061 - Nicklas Lidström, 2006–20121 - Henrik Zetterberg, 2013–2018 - Dylan Larkin, 2021– |

1 Vann Stanley Cup med Red Wings.

## Statistik

### Individuellt

#### Poängledare
Topp tio för mest poäng i klubbens historia. Siffrorna uppdateras efter varje genomförd säsong.

Pos = Position; SM = Spelade matcher; M = Mål; A = Assists; P = Poäng; P/M = Poäng per match * = Fortfarande aktiv i laget ** = Fortfarande aktiv i NHL

Uppdaterat efter säsong 2015–2016.

##### Grundserie
| Spelare            | Pos | SM   | M   | A    | P    | P/M  |
| Gordie Howe        | HF  | 1687 | 786 | 1023 | 1809 | 1,07 |
| Steve Yzerman      | C   | 1514 | 692 | 1063 | 1755 | 1,15 |
| Alex Delvecchio    | C   | 1549 | 456 | 825  | 1281 | 0,82 |
| Nicklas Lidström   | B   | 1564 | 264 | 878  | 1142 | 0,73 |
| Sergej Fjodorov    | C   | 908  | 400 | 554  | 954  | 1,05 |
| Pavel Datsiuk      | C   | 953  | 314 | 604  | 918  | 0,96 |
| Henrik Zetterberg* | VF  | 918  | 309 | 527  | 836  | 0,91 |
| Norm Ullman        | C   | 875  | 324 | 434  | 758  | 0,86 |
| Ted Lindsay        | VF  | 862  | 335 | 393  | 728  | 0,84 |
| Brendan Shanahan   | VF  | 716  | 309 | 324  | 633  | 0,88 |

##### Slutspel
| Spelare            | Pos | SM  | M  | A   | P   | P/M  |
| Steve Yzerman      | C   | 196 | 70 | 115 | 185 | 0,94 |
| Nicklas Lidström   | B   | 263 | 54 | 129 | 183 | 0,69 |
| Sergej Fjodorov    | C   | 162 | 50 | 113 | 163 | 1,00 |
| Gordie Howe        | HF  | 154 | 67 | 91  | 158 | 1,02 |
| Henrik Zetterberg* | VF  | 137 | 57 | 63  | 120 | 0,88 |
| Pavel Datsiuk      | C   | 157 | 42 | 71  | 113 | 0,72 |
| Alex Delvecchio    | C   | 121 | 35 | 69  | 104 | 0,85 |
| Tomas Holmström    | VF  | 180 | 46 | 51  | 97  | 0,53 |
| Ted Lindsay        | VF  | 123 | 44 | 44  | 88  | 0,71 |
| Johan Franzén*     | HF  | 107 | 42 | 39  | 81  | 0,75 |

## Svenska spelare
Uppdaterat: 2016-06-30
| Målvakter        | Målvakter | Målvakter | Målvakter | Målvakter | Målvakter | Målvakter  | Målvakter | Målvakter | Målvakter | Målvakter | Målvakter | Målvakter | Målvakter  | Målvakter | Målvakter | Målvakter | Målvakter   | Målvakter | Målvakter |
| Spelare          | Nr        | Från      | Till      | Matcher¹  | Vinster¹  | Förluster¹ | Övertid¹  | GAA¹      | SVS%¹     | Nollor¹   | Matcher²  | Vinster²  | Förluster² | GAA²      | SVS%²     | Nollor²   | Stanley Cup | Länk      |           |
| ---------------- | --------- | --------- | --------- | --------- | --------- | ---------- | --------- | --------- | --------- | --------- | --------- | --------- | ---------- | --------- | --------- | --------- | ----------- | --------- | --------- |
| Jonas Gustavsson | 50        | 2012      | 2015      | 41        | 21        | 10         | 6         | 2,70      | .899      | 1         | 2         | 0         | 2          | 2,71      | .917      | 0         | 0           | [ 89 ]    |           |
| Magnus Hellberg  | 45        | 2021      | 2022      | 1         | 1         | 0          | 0         | 3,0       | .870      | 0         | 0         | 0         | 0          | 0         | 0         | 0         | 0           |           |           |

| Utespelare        | Utespelare | Utespelare | Utespelare | Utespelare | Utespelare | Utespelare | Utespelare | Utespelare | Utespelare | Utespelare | Utespelare | Utespelare | Utespelare | Utespelare | Utespelare | Utespelare  | Utespelare |
| Spelare           | Pos        | Nr         | K/A        | Från       | Till       | Matcher¹   | Mål¹       | Assists¹   | Poäng¹     | PIM¹       | Matcher²   | Mål²       | Assists¹   | Poäng²     | PIM²       | Stanley Cup | Länk       |
| ----------------- | ---------- | ---------- | ---------- | ---------- | ---------- | ---------- | ---------- | ---------- | ---------- | ---------- | ---------- | ---------- | ---------- | ---------- | ---------- | ----------- | ---------- |
| Thommie Bergman   | B          | 4          |            | 1972 1978  | 1975 1980  | 246        | 21         | 44         | 65         | 243        | 7          | 0          | 2          | 2          | 2          | 0           | [ 90 ]     |
| Tord Lundström    | VF         | 23         |            | 1973       | 1974       | 11         | 1          | 1          | 2          | 0          | 0          | 0          | 0          | 0          | 0          | 0           | [ 91 ]     |
| Dan Labraaten     | VF         | 21         |            | 1978       | 1981       | 198        | 52         | 54         | 106        | 28         | 0          | 0          | 0          | 0          | 0          | 0           | [ 92 ]     |
| Börje Salming     | B          | 21         |            | 1989       | 1990       | 49         | 2          | 17         | 19         | 52         | 0          | 0          | 0          | 0          | 0          | 0           | [ 93 ]     |
| Pär Djoos         | B          | 36         |            | 1990       | 1991       | 26         | 0          | 12         | 12         | 16         | 0          | 0          | 0          | 0          | 0          | 0           | [ 94 ]     |
| Johan Garpenlöv   | VF         | 15         |            | 1990       | 1992       | 87         | 19         | 23         | 42         | 22         | 6          | 0          | 1          | 1          | 4          | 0           | [ 95 ]     |
| Nicklas Lidström  | B          | 5          | K, A       | 1991       | 2012       | 1564       | 264        | 878        | 1142       | 514        | 263        | 54         | 129        | 183        | 76         | 4           | [ 96 ]     |
| Anders Eriksson   | B          | 26, 34, 44 |            | 1995       | 1999       | 151        | 9          | 30         | 39         | 78         | 21         | 0          | 5          | 5          | 16         | 1           | [ 97 ]     |
| Tomas Holmström   | VF         | 15, 96     | A          | 1996       | 2012       | 1027       | 243        | 287        | 530        | 763        | 180        | 46         | 51         | 97         | 154        | 4           | [ 98 ]     |
| Tomas Sandström   | HF         | 28         |            | 1996       | 1997       | 34         | 9          | 9          | 18         | 36         | 20         | 0          | 4          | 4          | 24         | 1           | [ 99 ]     |
| Ulf Samuelsson    | B          | 28         |            | 1999       | 1999       | 4          | 0          | 0          | 0          | 6          | 9          | 0          | 3          | 3          | 10         | 0           | [ 100 ]    |
| Fredrik Olausson  | B          | 27         |            | 2001       | 2002       | 47         | 2          | 13         | 15         | 22         | 21         | 2          | 4          | 6          | 10         | 1           | [ 101 ]    |
| Henrik Zetterberg | C          | 40         | K, A       | 2002       | 2018       | 1082       | 337        | 623        | 960        | 401        | 137        | 57         | 63         | 120        | 79         | 1           | [ 102 ]    |
| Niklas Kronwall   | B          | 55         | A          | 2003       | 2019       | 953        | 83         | 349        | 432        | 564        | 109        | 5          | 42         | 47         | 89         | 1           | [ 103 ]    |
| Johan Franzén     | VF         | 39, 93     | A          | 2005       | 2016       | 602        | 187        | 183        | 370        | 401        | 107        | 42         | 39         | 81         | 80         | 1           | [ 104 ]    |
| Andreas Lilja     | B          | 3          |            | 2005       | 2010       | 298        | 7          | 39         | 46         | 315        | 47         | 1          | 2          | 3          | 46         | 1           | [ 105 ]    |
| Mikael Samuelsson | HF         | 37         |            | 2005 2013  | 2009 2014  | 308        | 68         | 95         | 163        | 152        | 74         | 14         | 23         | 37         | 36         | 1           | [ 106 ]    |
| Jonathan Ericsson | B          | 52         |            | 2007       | 2020       | 680        | 27         | 98         | 125        | 535        | 76         | 5          | 16         | 21         | 53         | 0           | [ 107 ]    |
| Mattias Ritola    | HF         | 42         |            | 2007       | 2010       | 7          | 0          | 1          | 1          | 0          | 1          | 0          | 0          | 0          | 0          | 0           | [ 108 ]    |
| Joakim Andersson  | C          | 18         |            | 2010       | 2016       | 205        | 15         | 21         | 36         | 48         | 27         | 2          | 6          | 8          | 14         | 0           | [ 109 ]    |
| Adam Almqvist     | B          | 53         |            | 2011       | 2014       | 2          | 1          | 0          | 1          | 0          | 0          | 0          | 0          | 0          | 0          | 0           | [ 110 ]    |
| Fabian Brunnström | HF         | 76         |            | 2011       | 2012       | 5          | 0          | 1          | 1          | 4          | 0          | 0          | 0          | 0          | 0          | 0           | [ 111 ]    |
| Gustav Nyquist    | HF         | 14         |            | 2011       | 2019       | 481        | 125        | 170        | 295        | 124        | 35         | 4          | 4          | 8          | 10         | 0           | [ 112 ]    |
| Daniel Alfredsson | HF         | 11         |            | 2013       | 2014       | 68         | 18         | 31         | 49         | 10         | 3          | 0          | 0          | 0          | 2          | 0           | [ 113 ]    |
| Dmytro Timashov   | VF         | 15         |            | 2019       | 2020       | 5          | 0          | 0          | 0          | 0          | 0          | 0          | 0          | 0          | 0          | 0           |            |
| Oscar Sundqvist   | C          | 70         |            | 2021       | 2023       | 70         | 11         | 18         | 29         | 37         | 0          | 0          | 0          | 0          | 0          | 0           |            |
| Lucas Raymond     | VF         | 23         |            | 2021       |            | 0          | 0          | 0          | 0          | 0          | 0          | 0          | 0          | 0          | 0          | 0           |            |
| Patrik Nemeth     | B          | 22         |            | 2019       | 2021       | 103        | 3          | 14         | 17         | 42         | 0          | 0          | 0          | 0          | 0          | 0           |            |
| Gustav Lindström  | B          | 28         |            | 2019       | 2023       | 128        | 2          | 23         | 25         | 56         | 0          | 0          | 0          | 0          | 0          | 0           |            |
| Jonatan Berggren  | HF         | 52         |            | 2022       |            | 0          | 0          | 0          | 0          | 0          | 0          | 0          | 0          | 0          | 0          | 0           |            |
| Elmer Söderblom   | VF         | 85         |            | 2022       |            | 0          | 0          | 0          | 0          | 0          | 0          | 0          | 0          | 0          | 0          | 0           |            |
| Christian Djoos   | B          | 44         |            | 2020       | 2021       | 36         | 2          | 9          | 11         | 14         | 0          | 0          | 0          | 0          | 0          | 0           |            |
| Mathias Bromé     | VF         | 86         |            | 2020       | 2021       | 26         | 1          | 1          | 2          | 8          | 0          | 0          | 0          | 0          | 0          | 0           |            |
| Robert Hägg       | B          | 38         |            | 2022       | 2023       | 38         | 2          | 5          | 7          | 26         | 0          | 0          | 0          | 0          | 0          | 0           |            |
| Simon Edvinsson   | B          | 3, 77      |            | 2022       |            |            |            |            |            |            |            |            |            |            |            |             |            |
| William Lagesson  | B          | 84         |            | 2024       |            |            |            |            |            |            |            |            |            |            |            |             |            |
| Erik Gustafsson   | B          | 56         |            | 2024       |            |            |            |            |            |            |            |            |            |            |            |             |            |
| Albert Johansson  | B          | 20         |            | 2024       |            |            |            |            |            |            |            |            |            |            |            |             |            |

¹ = Grundserie
² = Slutspel
Övertid = Vunnit matcher som har gått till övertid. | GAA = Insläppta mål i genomsnitt | SVS% = Räddningsprocent | Nollor = Hållit nollan det vill säga att motståndarlaget har ej lyckats göra mål på målvakten under en match. | K/A = Om spelare har varit lagkapten och/eller assisterande lagkapten | PIM = Utvisningsminuter

## Draftval i förstarundan
Källa: 
| År   |                                                       | Spelare                                               | Pos.                                                  | NHL-klubbar | NHL-karriär                                           |                                                       |
| ---- | ----------------------------------------------------- | ----------------------------------------------------- | ----------------------------------------------------- | --- | ----------------------------------------------------- | ----------------------------------------------------- |
| 1963 | Kanada                                                | Peter Mahovlich                                       | C                                                     | Red Wings, Canadiens, Penguins                                                                                              | 1965–1981                                             | Vald som nummer två.                                  |
| 1964 | Kanada                                                | Claude Gauthier                                       | F                                                     | (Spelade aldrig i NHL.) | (Spelade aldrig i NHL.)                               | Vald som nummer ett.                                  |
| 1965 | Kanada                                                | George Forgie                                         | B                                                     | (Spelade aldrig i NHL.) | (Spelade aldrig i NHL.)                               | Vald som nummer tre.                                  |
| 1966 | Kanada                                                | Steve Atkinson                                        | HF                                                    | Bruins, Sabres, Capitals | 1968–1969, 1970–1975                                  | Vald som nummer sex.                                  |
| 1967 | Kanada                                                | Ron Barkwell                                          | C                                                     | (Spelade aldrig i NHL.) | (Spelade aldrig i NHL.)                               | Vald som nummer nio.                                  |
| 1968 | Kanada                                                | Steve Andrascik                                       | HF                                                    | Rangers | 1972                                                  | Vald som nummer elva.                                 |
| 1969 | Kanada                                                | Jim Rutherford                                        | MV                                                    | Red Wings, Penguins, Maple Leafs, Kings                                                                                     | 1970–1983                                             | Vald som nummer tio.                                  |
| 1970 | Kanada                                                | Serge Lajeunesse                                      | B                                                     | Red Wings, Flyers | 1970–1975                                             | Vald som nummer tolv.                                 |
| 1971 | Kanada                                                | Marcel Dionne                                         | C                                                     | Red Wings, Kings, Rangers                                                                                                   | 1971–1989                                             | Vald som nummer två.                                  |
| 1972 | Organisationen hade inget draftval i första omgången. | Organisationen hade inget draftval i första omgången. | Organisationen hade inget draftval i första omgången. | Organisationen hade inget draftval i första omgången.                                                                       | Organisationen hade inget draftval i första omgången. | Organisationen hade inget draftval i första omgången. |
| 1973 | Kanada                                                | Terry Richardson                                      | MV                                                    | Red Wings, Blues | 1973–1977, 1978–1979                                  | Vald som nummer elva.                                 |
| 1974 | Kanada                                                | Bill Lochead                                          | VF                                                    | Red Wings, Rockies, Rangers                                                                                                 | 1974–1980                                             | Vald som nummer nio.                                  |
| 1975 | Kanada                                                | Rick Lapointe                                         | B                                                     | Red Wings, Flyers, Blues, Nordiques, Kings                                                                                  | 1975–1986                                             | Vald som nummer fem.                                  |
| 1976 | Kanada                                                | Fred Williams                                         | C                                                     | Red Wings | 1976–1977                                             | Vald som nummer fyra.                                 |
| 1977 | Kanada                                                | Dale McCourt                                          | C                                                     | Red Wings, Sabres, Maple Leafs                                                                                              | 1977–1984                                             | Vald som nummer ett.                                  |
| 1978 | Kanada                                                | Willie Huber                                          | B                                                     | Red Wings, Rangers, Canucks, Flyers                                                                                         | 1978–1988                                             | Vald som nummer nio.                                  |
| 1978 | Kanada                                                | Brent Peterson                                        | B                                                     | Red Wings, Sabres, Canucks, Whalers                                                                                         | 1978–1989                                             | Vald som nummer tolv.                                 |
| 1979 | Kanada                                                | Mike Foligno                                          | HF                                                    | Red Wings, Sabres, Maple Leafs, Panthers                                                                                    | 1979–1994                                             | Vald som nummer tre.                                  |
| 1980 | Kanada                                                | Mike Blaisdell                                        | HF                                                    | Red Wings, Rangers, Penguins, Maple Leafs                                                                                   | 1980–1989                                             | Vald som nummer elva.                                 |
| 1981 | Organisationen hade inget draftval i första omgången. | Organisationen hade inget draftval i första omgången. | Organisationen hade inget draftval i första omgången. | Organisationen hade inget draftval i första omgången.                                                                       | Organisationen hade inget draftval i första omgången. | Organisationen hade inget draftval i första omgången. |
| 1982 | Kanada                                                | Murray Craven                                         | VF                                                    | Red Wings, Flyers, Whalers, Canucks, Blackhawks, Sharks                                                                     | 1982–1999                                             | Vald som nummer 17.                                   |
| 1983 | Kanada                                                | Steve Yzerman                                         | C                                                     | Red Wings | 1983–2006                                             | Vald som nummer fyra.                                 |
| 1984 | Kanada                                                | Shawn Burr                                            | VF                                                    | Red Wings, Lightning, Sharks                                                                                                | 1984–1999                                             | Vald som nummer sju.                                  |
| 1985 | Kanada                                                | Brent Fedyk                                           | VF                                                    | Red Wings, Flyers, Stars, Rangers                                                                                           | 1987–1996, 1998–1999                                  | Vald som nummer åtta.                                 |
| 1986 | Kanada                                                | Joe Murphy                                            | HF                                                    | Red Wings, Oilers, Blackhawks, Blues, Sharks, Bruins, Capitals                                                              | 1986–2001                                             | Vald som nummer ett.                                  |
| 1987 | Kanada                                                | Yves Racine                                           | B                                                     | Red Wings, Flyers, Canadiens, Sharks, Flames, Lightning                                                                     | 1989–1998                                             | Vald som nummer elva.                                 |
| 1988 | Kanada                                                | Kory Kocur                                            | HF                                                    | (Spelade aldrig i NHL.) | (Spelade aldrig i NHL.)                               | Vald som nummer 17.                                   |
| 1989 | Kanada                                                | Mike Sillinger                                        | C                                                     | Red Wings, Mighty Ducks, Canucks, Flyers, Lightning, Panthers, Senators, Blue Jackets, Coyotes, Blues, Predators, Islanders | 1990–2009                                             | Vald som nummer elva.                                 |
| 1990 | Kanada                                                | Keith Primeau                                         | C                                                     | Red Wings, Whalers, Hurricanes, Flyers                                                                                      | 1990–2006                                             | Vald som nummer tre.                                  |
| 1991 | Kanada                                                | Martin Lapointe                                       | HF                                                    | Red Wings, Bruins, Blackhawks, Senators                                                                                     | 1991–2008                                             | Vald som nummer tio.                                  |
| 1992 | Kanada                                                | Curtis Bowen                                          | VF                                                    | (Spelade aldrig i NHL.) | (Spelade aldrig i NHL.)                               | Vald som nummer 22.                                   |
| 1993 | Sverige                                               | Anders Eriksson                                       | B                                                     | Red Wings, Blackhawks, Panthers, Maple Leafs, Blue Jackets, Flames, Coyotes, Rangers                                        | 1995–2004, 2006–2010                                  | Vald som nummer 22.                                   |
| 1994 | Ryssland                                              | Jan Golubovskij                                       | B                                                     | Red Wings, Panthers | 1997–2001                                             | Vald som nummer 23.                                   |
| 1995 | Ryssland                                              | Maksim Kuznetsov                                      | B                                                     | Red Wings, Kings | 2000–2004                                             | Vald som nummer 26.                                   |
| 1996 | Kanada                                                | Jesse Wallin                                          | B                                                     | Red Wings | 1999–2003                                             | Vald som nummer 26.                                   |
| 1997 | Organisationen hade inget draftval i första omgången. | Organisationen hade inget draftval i första omgången. | Organisationen hade inget draftval i första omgången. | Organisationen hade inget draftval i första omgången.                                                                       | Organisationen hade inget draftval i första omgången. | Organisationen hade inget draftval i första omgången. |
| 1998 | Tjeckien                                              | Jiří Fischer                                          | B                                                     | Red Wings | 1999–2005                                             | Vald som nummer 25.                                   |
| 1999 | Organisationen hade inget draftval i första omgången. | Organisationen hade inget draftval i första omgången. | Organisationen hade inget draftval i första omgången. | Organisationen hade inget draftval i första omgången.                                                                       | Organisationen hade inget draftval i första omgången. | Organisationen hade inget draftval i första omgången. |
| 2000 | Sverige                                               | Niklas Kronwall                                       | B                                                     | Red Wings | 2003–                                                 | Vald som nummer 29.                                   |
| 2001 | Organisationen hade inget draftval i första omgången. | Organisationen hade inget draftval i första omgången. | Organisationen hade inget draftval i första omgången. | Organisationen hade inget draftval i första omgången.                                                                       | Organisationen hade inget draftval i första omgången. | Organisationen hade inget draftval i första omgången. |
| 2002 | Organisationen hade inget draftval i första omgången. | Organisationen hade inget draftval i första omgången. | Organisationen hade inget draftval i första omgången. | Organisationen hade inget draftval i första omgången.                                                                       | Organisationen hade inget draftval i första omgången. | Organisationen hade inget draftval i första omgången. |
| 2003 | Organisationen hade inget draftval i första omgången. | Organisationen hade inget draftval i första omgången. | Organisationen hade inget draftval i första omgången. | Organisationen hade inget draftval i första omgången.                                                                       | Organisationen hade inget draftval i första omgången. | Organisationen hade inget draftval i första omgången. |
| 2004 | Organisationen hade inget draftval i första omgången. | Organisationen hade inget draftval i första omgången. | Organisationen hade inget draftval i första omgången. | Organisationen hade inget draftval i första omgången.                                                                       | Organisationen hade inget draftval i första omgången. | Organisationen hade inget draftval i första omgången. |
| 2005 | Tjeckien                                              | Jakub Kindl                                           | B                                                     | Red Wings, Panthers | 2009–                                                 | Vald som nummer 19.                                   |
| 2006 | Organisationen hade inget draftval i första omgången. | Organisationen hade inget draftval i första omgången. | Organisationen hade inget draftval i första omgången. | Organisationen hade inget draftval i första omgången.                                                                       | Organisationen hade inget draftval i första omgången. | Organisationen hade inget draftval i första omgången. |
| 2007 | Kanada                                                | Brendan Smith                                         | B                                                     | Red Wings | 2011–                                                 | Vald som nummer 27.                                   |
| 2008 | USA                                                   | Tom McCollum                                          | MV                                                    | Red Wings | 2010–                                                 | Vald som nummer 30.                                   |
| 2009 | Organisationen hade inget draftval i första omgången. | Organisationen hade inget draftval i första omgången. | Organisationen hade inget draftval i första omgången. | Organisationen hade inget draftval i första omgången.                                                                       | Organisationen hade inget draftval i första omgången. | Organisationen hade inget draftval i första omgången. |
| 2010 | Kanada                                                | Riley Sheahan                                         | C                                                     | Red Wings | 2012–                                                 | Vald som nummer 21.                                   |
| 2011 | Organisationen hade inget draftval i första omgången. | Organisationen hade inget draftval i första omgången. | Organisationen hade inget draftval i första omgången. | Organisationen hade inget draftval i första omgången.                                                                       | Organisationen hade inget draftval i första omgången. | Organisationen hade inget draftval i första omgången. |
| 2012 | Organisationen hade inget draftval i första omgången. | Organisationen hade inget draftval i första omgången. | Organisationen hade inget draftval i första omgången. | Organisationen hade inget draftval i första omgången.                                                                       | Organisationen hade inget draftval i första omgången. | Organisationen hade inget draftval i första omgången. |
| 2013 | Kanada                                                | Anthony Mantha                                        | HF                                                    | Red Wings | 2015–                                                 | Vald som nummer 20.                                   |
| 2014 | USA                                                   | Dylan Larkin                                          | C                                                     | Red Wings | 2015–                                                 | Vald som nummer 15.                                   |
| 2015 | Ryssland                                              | Jevgenij Svetjnkov                                    | C                                                     | (Har ännu inte spelat i NHL.)                                                                                               | (Har ännu inte spelat i NHL.)                         | Vald som nummer 19.                                   |
| 2016 | Kanada                                                | Dennis Cholowski                                      | B                                                     | (Har ännu inte spelat i NHL.)                                                                                               | (Har ännu inte spelat i NHL.)                         | Vald som nummer 20.                                   |